# Daveigh Chase
Daveigh Elizabeth Chase-Schwallier (Las Vegas, 24 juli 1990) is een Amerikaans actrice en voormalig kindster.
Chase acteert sinds 1998 en haar doorbraak kwam in 2002, toen ze stem van Lilo insprak voor de Disneyfilm Lilo & Stitch. Hiernaast speelt ze voornamelijk bijrollen in films, waaronder The Ring. Ook had ze gastrollen in verscheidene televisieseries, waaronder Sabrina, the Teenage Witch, Charmed, ER, CSI: Crime Scene Investigation, Cold Case en Without a Trace. Sinds 2006 speelt ze een rol in de serie Big Love.
In 2009 maakte Chase haar debuut als volwassen actrice met de titelrol in S. Darko. In 2012 speelt ze in de film "Little Red Wagon en "Yellow'.
*Exclusief eenmalige gastrollen